# Дубровка (станция МЦК)
Дубро́вка — остановочный пункт Малого кольца Московской железной дороги, обслуживающий маршрут городского электропоезда — Московское центральное кольцо. В рамках транспортной системы Московского центрального кольца обозначается как «станция», хотя фактически не является железнодорожной станцией ввиду отсутствия путевого развития и расположена в юго-западной горловине станции Угрешская. Открытие состоялось 11 октября 2016 года.

## Технические характеристики
Остановочный пункт имеет одну островную платформу, оборудованную крытым полукруглым навесом. Входной вестибюль расположен с западной стороны остановочного пункта и совмещён с крытым пешеходным переходом через пути МК МЖД и Третьего транспортного кольца. Вход осуществляется из перехода на верхнем этаже здания вестибюля, где также находится кассовый и турникетный зал. С верхнего этажа к платформе после турникетов имеются лестницы и эскалаторные наклоны. Пешеходный мост и павильон имеют отделку белого цвета с остеклением. Пешеходный мост имеет два боковых выхода в город в виде лестничных пролётов с лифтами и одноуровневый с переходом выход в здание многоэтажного торгового центра «Мозаика».

## Расположение, выходы и пересадки
Платформа находится в Южнопортовом районе, в юго-западной горловине железнодорожной станции Угрешская к югу от Третьего транспортного кольца. Место для строительства платформы между двумя главными путями было оставлено при перекладке путей и строительстве ТТК в начале 2000-х годов.
Выходы с пешеходного моста, интегрированного с вестибюлем платформы, имеются на северную сторону ТТК ко 2-й улице Машиностроения и на и южную сторону от путей МК МЖД к зданию торгового центра «Мозаика», а также имеется на парковку торгового центра (встроен в здание на уровне перехода).
На расстоянии 250 м к востоку от выходов из надземного перехода вблизи восточной границы платформы находится Шарикоподшипниковская улица, проходящая по эстакаде над МК МЖД и ТТК, где можно пересесть на наземный городской транспорт (автобус и трамвай). На расстоянии около 400 метров в северном направлении от места пересечения этой улицы с ТТК расположена станция метро «Дубровка» Люблинско-Дмитровской линии, расстояние от её вестибюлей до пешеходного моста при переходе пешком составляет порядка 600−700 метров. С 1 января 2017 года, кроме того, официально стала бесплатной пересадка на станцию метро «Кожуховская», хотя возможность пересадки осложнена её значительной удалённостью от остановочного пункта МЦК (расстояние между вестибюлями при переходе пешком составляет более 1 километра).

## Пассажиропоток
Из 31 станции МЦК Дубровка занимает 18-е место по популярности. В 2017 году средний пассажиропоток по входу и выходу составил 14 тыс. чел. в день и 420 тыс. чел. в месяц.

## Наземный общественный транспорт
На этой станции можно пересесть на следующие маршруты городского пассажирского транспорта:
- Автобусы: м79, с835, т38
- Трамваи: 12, 43

## Фото
| - Вид на платформу Шарикоподшипниковского путепровода - Платформа и табличка с названием - Вход в надземный пешеходный переход - Эскалатор к выходу в город (в ТЦ и к станции метро) - Вид на надземный переход между станцией и ТЦ «Мозаика» - Вид с надземного перехода на платформу и прибывающий поезд - Платформа вечером |